# M*A*S*H (pel·lícula)
M*A*S*H és una comèdia satírica estatunidenca realitzada per Robert Altman i estrenada el 1970. El guió, de Ring Lardner Jr., está basat en la novel·la de Richard Hooker MASH: A Novel About Three Army Doctors. A partir de la pel·lícula es va fer una sèrie televisiva d'èxit entre 1972 i 1983.

## Argument
En plena guerra de Corea, tres joves cirurgians militars, al·lèrgics a tota forma d'autoritat, antimilitaristes, calaveres, estimant-se abans de tot l'alcohol i les dones, fan enrenou al seu hospital militar americà mòbil i fan bufar un vent de bogeria subversiva.

## Comentari
Després dels esdeveniments del 1968, aquesta pel·lícula ha marcat tota una generació, com la Taronja mecànica. Un monument del cinema polític, bullint d'humor devastador, als antípodes de les pel·lícules polítiques «esgarriacries» dels anys 1980 i 1990.
Segons l'American Film Institute, aquesta pel·lícula és la 56a millor pel·lícula americana de la història del setè art (veure-ho a Top 100 de l'American Film Institute).

## Repartiment
- Donald Sutherland: Capità Benjamin Franklin « Hawkeye » (Ull de linx) Pierce
- Elliott Gould: Capità John Francis Xavier « Trapper John » McIntyre, cirurgià en cap
- Tom Skerritt: Capità Augustus Bedford « Duke » Forrest
- Sally Kellerman: Infermera en cap Margaret « Hot Lips » (Llavis ardents) O'Houlihan
- Robert Duvall: Major Franck Burns
- Jo Ann Pflug: Tinent « Hot Dish »
- Rene Auberjonois: Pare John Patrick « Dago Red » Mulcahy
- Roger Bowen: Tinent coronel Henry Braymore Blake
- David Arkin: Sots-sergent Vollmer
- Gary Burghoff: « Radar » O'Reilly
- John Schuck: Capità Walter Kosciusko « Painless Pole » Waldowski (el dentista)
- Fred Williamson: Capità Jones
- Tim Brown: Caporal Judson

## Premis i nominacions

### Premis
- Oscar al millor guió adaptat 1970
- Palma d'Or al Festival Internacional de Cinema de Canes 1970.[1]
- Globus d'Or a la millor pel·lícula musical o còmica

### Nominacions
- Oscar a la millor actriu secundària per Sally Kellerman
- Oscar al millor director per Robert Altman
- Oscar al millor muntatge per Danford B. Greene
- Oscar a la millor fotografia per Ingo Preminger
- Globus d'Or al millor actor musical o còmic per Elliott Gould
- Globus d'Or al millor actor musical o còmic per Donald Sutherland
- Globus d'Or al millor director per Robert Altman
- Globus d'Or al millor guió per Ring Lardner Jr.
- Globus d'Or a la millor actriu secundària per Sally Kellerman

### Altres reconeixements
La pel·lícula ha estat reconeguda per l'American Film Institute a les següents llistes:
- 1998: AFI's 100 Years...100 Movies (Top 100 de pel·lícules) – #56[2]
- 2000: AFI's 100 Years...100 Laughs (Top 100 de comèdies) – #7[3]
- 2004: AFI's 100 Years...100 Songs (Top 100 de cançons):
  - "Suicide Is Painless" – #66[4]
- 2007: AFI's 100 Years...100 Movies (10th Anniversary Edition) (Top 100 de pel·lícules) – #54[5]

El 1996, M*A*S*H va ser considerara "culturalment significativa" per la Biblioteca del Congrés dels Estats Units i va ser seleccionada per a la seva conservació pel National Film Registry.